# Vireonidae
Famille
Les Vireonidae (ou viréonidés) sont une famille de passereaux constituée de 6 genres et 63 espèces de viréos et alliés (Souciroux, smaragdans et viréons), endémiques du nouveau monde (zone néarctique et zone néotropicale).

## Liste alphabétique des genres
- Cyclarhis Swainson, 1824 — (2 espèces)
- Erpornis Hodgson, 1844 — (1 espèce)
- Hylophilus Temminck, 1822 — (8 espèces)
- Pachysylvia Bonaparte, 1850 — (5 espèces)
- Pteruthius Swainson, 1832 —  (7 espèces)
- Tunchiornis Slager & Klicka, 2014 (1 espèce)
- Vireo Vieillot, 1808 — (34 espèces)
- Vireolanius Bonaparte, 1850 — (4 espèces)

## Liste des espèces
D'après la classification de référence (version 5.2, 2015) du Congrès ornithologique international (ordre phylogénique) :